# El Mundo de los Espíritus (Solsticio de Invierno, Parte 1)
El Mundo de los Espíritus (Solsticio de Invierno, Parte 1) es el séptimo episodio de la primera temporada de la serie animada de televisión Avatar: la leyenda de Aang.

## Sinopsis
El grupo vuela sobre un bosque del Reino Tierra, y ven una mancha negra en medio de todo. Aterrizan solo para notar que soldados de la Nación del Fuego lo habían destruido. Aang siente que es su culpa dejar que cosas así sucedan, pero Katara le asegura que el bosque vovlerá a crecer, y le muestra las bellotas tiradas sobre las cenizas. El grupo se sorprende cuando un hombre mayor le pide al Avatar ayuda. El grupo llega a una villa en ruinas y les cuentan que han estado siendo atacados por el Espíritu del Bosque, Hae Bai (pronunciado "Héi Bái"). Ellos le piden a Aang que los ayude, y, aunque él no sabe cómo, trata de hacerlo, pues es su responsabilidad. Al atardecer, Aang sale para confrontar al espíritu. Aang trata de hablarle al espíritu, pero éste parece no escuchar. Sokka corre hacia Aang para ayudarlo, pero es capturado y llevado por el espíritu. Aang, mientras trataba de seguir al espíritu y a Sokka, entra misteriosamente el Mundo de los Espíritus. Ahí, se encuentra con un dragón, que resulta ser el animal guía del Avatar Roku. El dragón lleva a Aang a un templo en una isla de forma creciente, para ver una estatua del Avatar Roku. Aang descubre que el Avatar Roku quiere hablar con él acerca de un cometa, y el único momento para hablarle es el Solsticio de Invierno. El dragón lleva a Aang de regreso a su cuerpo, que estaba sobre un tótem en forma de oso, y ahí Aang entiende por qué el espíritu está aterrorizando la villa. El espíritu estaba enojado porque su hogar había sido quemado. Al atardecer, Aang le enseña al espíritu que el bosque volverá a crecer dándole una bellota. El espíritu queda satisfecho, y se convierte en un oso panda. Entonces, Hei Bai deja la villa, y en su trayecto deja un rastro de tallos de bambú, de donde los capturados por el espíritu (incluido Sokka) salen. El episodio termina con Aang diciéndole a Katara y a Sokka que necesita ir al templo donde está la estatua del Avatar Roku para hablarle durante el atardecer del solsticio. Pero había dos problemas: El solsticio era al día siguiente, y el templo estaba en la Nación del Fuego...
En este episodio, Iroh y el Príncipe Zuko buscan algún rastro de Aang y sus amigos. Iroh se está relajando y transforma unas rocas en un jacuzzi. Zuko se torna impaciente y le dice a su tío que salga de ahí en ese momento. Iroh acepta, pero cuando se levanta, él está desnudo (ingeniosamente censurado). Zuko está apenado por esto, y cubre sus ojos diciéndole a su tío que puede quedarse un tiempo más. Pero le advierte que si no está ahí cuando zarpen, lo dejarán. Iroh regresa a su piscina y se queda dormido. Se despierta por un sonido y se prepara para cualquier cosa. Un poco después se da cuenta de que es solo un ratón y se relaja otra vez. Él gentilmente toma al ratón en sus manos y empieza a hablarle. Iroh se da cuenta de que se pasó del tiempo dado por Zuko, pero parece no importarle diciendo solamente que tuvo "una siesta agradable". Iroh es después es acorralado por soldados del Reino Tierra que lo capturan. Mientras Iroh está atrapado por los soldados, él nota al dragón del Avatar Roku, que es un magnífico dragón. Iroh queda shockeado pero se recupera rápidamente cuando los soldados le preguntan qué es lo que le sucede. Iroh luego engaña a los soldados diciéndoles que aflojen un poco sus cadenas, pues él es muy viejo y sus muñecas son débiles. El Capitán envía a uno de los soldados a aflojar las cadenas, mientras Iroh crea vapor desde su nariz, dirigiéndolo a las cadenas, calentándolas. Cuando el soldado toca la cadena, se quema y grita de dolor. Iroh falla en escapar. Luego que es capturado otra vez, los soldados debaten sobre qué hacer con él. Ellos rápidamente deciden aplastarle las manos lanzándole una roca grande directamente a las manos de Iroh. Justo cuando el castigo estaba a punto de cometerse, Zuko aparece y golpea la roca lanzándola lejos, evitando que cayera sobre las manos de Iroh. Luego sube la pierna y con un golpe del pie rompe la cadena de Iroh, y Iroh dice "Excelente, Príncipe Zuko". Zuko sonríe y dice "me enseñaste bien". Iroh y Zuko derrotan a los soldados, sin mucha dificultad. Luego de la batalla Zuko le dice a su tío que se vista.
- Datos: Q8773200